# Pancorbo
Pancorbo är en kommun i Spanien. Den ligger i provinsen Provincia de Burgos och regionen Kastilien och Leon, i den norra delen av landet, 250 km norr om huvudstaden Madrid. Antalet invånare är 501.